# 大井競馬場前駅
大井競馬場前駅（おおいけいばじょうまええき）は、東京都品川区勝島二丁目にある東京モノレール東京モノレール羽田空港線の駅である。駅番号はMO 03。

## 歴史
- 1965年（昭和40年）5月27日 - 臨時駅として開業[1][2]。
- 1967年（昭和42年）6月1日 - 通年営業の常設駅となる[2]。
- 1984年（昭和59年）8月1日 - 駅舎を2階建てに改築[3][4]。
- 1998年（平成10年）5月28日 - 自動改札設置[5]。
- 2002年（平成14年）4月21日 - ICカードSuica供用開始[2]。
- 2007年（平成19年）3月18日 - 区間快速の停車駅となる[2]。
- 2017年（平成29年）6月26日 - 発車メロディを導入。曲は東京シティ競馬テーマソング「Twinkle Twinkle 2017」[6]（2018年3月31日までの期間限定）。
- 2020年（令和2年）8月3日 - リニューアルオープン[7]。

## 駅構造
相対式ホーム2面2線を有する高架駅。早朝深夜のみ駅員無配置となる有人駅である。
駅舎とホームの間は階段のほかエスカレーター、エレベーターで連絡している。また、駅舎には駅前の競馬場通りを跨ぐ歩道橋が接続している。

### のりば
| ホーム | 路線                     | 方向 | 行先                      |
| ------ | ------------------------ | ---- | ------------------------- |
| 東側   | 東京モノレール羽田空港線 | 下り | 羽田空港第2ターミナル方面 |
| 西側   | 東京モノレール羽田空港線 | 上り | モノレール浜松町方面      |

※ 案内上ののりば番号は設定されていない。

## 利用状況
2024年度の1日平均乗降人員は11,828人である。各年度の1日平均乗車人員は下表の通り。
| 年度             | 乗車人員 | 乗降人員 | 出典              |
| ---------------- | -------- | -------- | ----------------- |
| 1990年           | 5,660    |          | [ 東京都統計 1 ]  |
| 1991年           | 6,137    |          | [ 東京都統計 2 ]  |
| 1992年           | 6,290    |          | [ 東京都統計 3 ]  |
| 1993年           | 6,258    |          | [ 東京都統計 4 ]  |
| 1994年           | 6,342    |          | [ 東京都統計 5 ]  |
| 1995年           | 6,057    |          | [ 東京都統計 6 ]  |
| 1996年           | 6,011    |          | [ 東京都統計 7 ]  |
| 1997年           | 5,860    |          | [ 東京都統計 8 ]  |
| 1998年           | 5,762    |          | [ 東京都統計 9 ]  |
| 1999年           | 5,391    |          | [ 東京都統計 10 ] |
| 2000年           | 5,036    |          | [ 東京都統計 11 ] |
| 2001年           | 5,178    |          | [ 東京都統計 12 ] |
| 2002年           | 5,132    |          | [ 東京都統計 13 ] |
| 2003年           | 4,776    |          | [ 東京都統計 14 ] |
| 2004年           | 4,759    |          | [ 東京都統計 15 ] |
| 2005年           | 4,504    |          | [ 東京都統計 16 ] |
| 2006年           | 4,575    |          | [ 東京都統計 17 ] |
| 2007年           | 4,596    |          | [ 東京都統計 18 ] |
| 2008年           | 4,493    |          | [ 東京都統計 19 ] |
| 2009年           | 4,468    |          | [ 東京都統計 20 ] |
| 2010年           | 4,364    |          | [ 東京都統計 21 ] |
| 2011年           | 4,210    |          | [ 東京都統計 22 ] |
| 2012年           | 4,268    |          | [ 東京都統計 23 ] |
| 2013年           | 4,214    |          | [ 東京都統計 24 ] |
| 2014年           | 4,353    | 8,840    | [ 東京都統計 25 ] |
| 2015年           |          | 9,183    |                   |
| 2016年           |          | 10,034   |                   |
| 2017年           |          | 10,975   |                   |
| 2018年           |          | 11,075   |                   |
| 2019年           |          | 11,361   |                   |
| 2020年           |          | 7,400    |                   |
| 2021年           |          | 8,088    |                   |
| 2022年           |          | 9,320    |                   |
| 2023年           |          | 10,404   |                   |
| 2024年（令和06年 |          | 11,828   |                   |

## 駅周辺
- 品川区勝島地区
  - 大井競馬場（北門）[2]
  - ウィラ大井 - 23区唯一のホーマックをはじめ文化堂などが出店するショッピングモール。
  - シアターH - マーベラス主導の劇場
- 品川区八潮地区
  - 八潮団地（八潮パークタウン）[3]
  - 品川区立八潮図書館
  - 大井消防署 八潮出張所
  - 品川八潮郵便局
  - 大井ふ頭中央海浜公園[3]
  - 品川区立八潮学園（小中一貫校）
  - 日本貨物鉄道（JR貨物）東京貨物ターミナル駅、大井機関区、エフ・プラザ東京
  - 東海旅客鉄道（JR東海）大井車両基地（東海道新幹線車両の検査・修繕）
  - 東京臨海高速鉄道（りんかい線）東臨運輸区
- 大田区東海地区
  - 東京港大井埠頭
  - みなとが丘ふ頭公園
  - 東京税関大井出張所

大井競馬場ならびに大井オートレース場（1973年廃止）への来場者の便宜を図って設置された、東京モノレール初の中間駅であり、1965年5月にレース開催日のみ営業する仮設駅として設置され、1967年6月より常設駅としての営業を開始した。開業当初は駅周辺は埋め立てされておらず、海上面に駅舎が造られた。競馬開催日には多くの観客がこの駅を利用する。競馬場へは北門からの入場となる。2009年にはこの北門から競馬場駐車場を挟んだ向かいにショッピングモール「ウィラ大井」が開業した。
東の京浜運河を渡れば八潮地区に近く、ここの住民や大井ふ頭中央海浜公園への利用も多い。さらに進むと大井埠頭に入るものの、同地区から鉄道駅へは流通センター駅を利用するか、都営バスで品川駅へ出るほうが利便性が高い。自転車ロードレース『ツアー・オブ・ジャパン』など一部ではアクセス手段として大井競馬場前駅が記載されている。

## バス路線
「大井競馬場駅前」停留所
- 京浜急行バス
  - 東方向
    - <森22> 八潮パークタウン循環

  - 西方向
    - <森22> 大森駅行

なお、当駅と同名の「大井競馬場前」停留所（都営バス品93系統）は大井競馬場の正門付近にあるため、当駅からは大きく離れている（最寄りは隣の「新浜川橋」停留所、駅から西へ約400メートル）。

## 隣の駅
東京モノレール
 東京モノレール羽田空港線
■空港快速
通過
■区間快速・■普通
天王洲アイル駅 (MO 02) - 大井競馬場前駅 (MO 03) - 流通センター駅 (MO 04)
- なお、大井競馬場開催日かつ東京大賞典などJpnI級のレースが行われる日に、上り普通浜松町行きの増発と一部の空港快速が当駅に臨時停車を行なう場合がある[11]。

### 利用状況
東京モノレールの1日平均利用客数
1. 1 2 3  “東京モノレール：企業情報＞会社概要”.   東京モノレール株式会社. 2025年5月5日時点のオリジナルよりアーカイブ。2025年5月17日閲覧。
2. ↑  “東京モノレール：企業情報＞会社概要”.   東京モノレール株式会社. 2016年6月16日時点のオリジナルよりアーカイブ。2023年7月2日閲覧。
3. ↑  “東京モノレール：企業情報＞会社概要”.   東京モノレール株式会社. 2017年5月3日時点のオリジナルよりアーカイブ。2023年7月2日閲覧。
4. ↑  “東京モノレール：企業情報＞会社概要”.   東京モノレール株式会社. 2017年8月22日時点のオリジナルよりアーカイブ。2023年7月2日閲覧。
5. ↑  “東京モノレール：企業情報＞会社概要”.   東京モノレール株式会社. 2018年12月10日時点のオリジナルよりアーカイブ。2023年7月2日閲覧。
6. ↑  “東京モノレール：企業情報＞会社概要”.   東京モノレール株式会社. 2019年7月19日時点のオリジナルよりアーカイブ。2023年7月2日閲覧。
7. ↑  “東京モノレール：企業情報＞会社概要”.   東京モノレール株式会社. 2021年2月5日時点のオリジナルよりアーカイブ。2021年7月23日閲覧。
8. ↑  “東京モノレール：企業情報＞会社概要”.   東京モノレール株式会社. 2021年9月18日時点のオリジナルよりアーカイブ。2022年7月2日閲覧。
9. ↑  東京モノレール株式会社. “東京モノレール：企業情報＞会社概要”.   東京モノレール株式会社. 2022年12月19日時点のオリジナルよりアーカイブ。2023年7月2日閲覧。
10. ↑  “東京モノレール：企業情報＞会社概要”.   東京モノレール株式会社. 2023年4月23日閲覧。
11. ↑  “東京モノレール：企業情報＞会社概要”.   東京モノレール株式会社. 2024年6月10日時点のオリジナルよりアーカイブ。2024年6月10日閲覧。

東京モノレールの統計データ
東京都統計年鑑
1. ↑  東京都統計年鑑（平成2年）229ページ
2. ↑  東京都統計年鑑（平成3年）235ページ
3. ↑  東京都統計年鑑（平成4年）
4. ↑  東京都統計年鑑（平成5年）
5. ↑  東京都統計年鑑（平成6年）
6. ↑  東京都統計年鑑（平成7年）
7. ↑  東京都統計年鑑（平成8年）
8. ↑  東京都統計年鑑（平成9年）
9. ↑  東京都統計年鑑（平成10年） (PDF)
10. ↑  東京都統計年鑑（平成11年） (PDF)
11. ↑  東京都統計年鑑（平成12年）
12. ↑  東京都統計年鑑（平成13年）
13. ↑  東京都統計年鑑（平成14年）
14. ↑  東京都統計年鑑（平成15年）
15. ↑  東京都統計年鑑（平成16年）
16. ↑  東京都統計年鑑（平成17年）
17. ↑  東京都統計年鑑（平成18年）
18. ↑  東京都統計年鑑（平成19年）
19. ↑  東京都統計年鑑（平成20年）
20. ↑  東京都統計年鑑（平成21年）
21. ↑  東京都統計年鑑（平成22年）
22. ↑  東京都統計年鑑（平成23年）
23. ↑  東京都統計年鑑（平成24年）
24. ↑  東京都統計年鑑（平成25年）
25. ↑  東京都統計年鑑（平成26年）